# Vietnamské dráhy

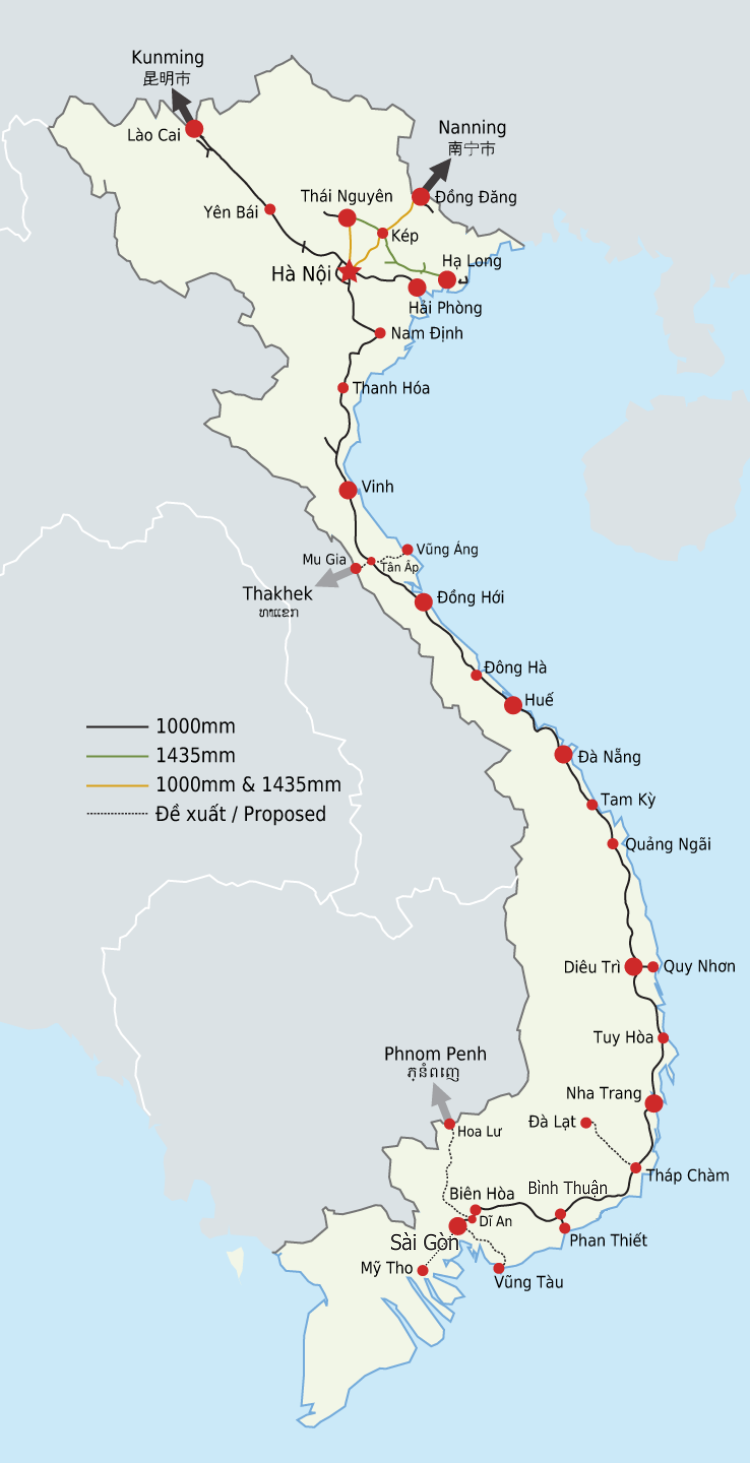
Železniční síť Vietnamu

Vietnamské dráhy (vietnamsky Đường sắt Việt Nam, ve zkratce DSVN, anglicky Vietnam Railways, ve zkratce VNR) je národní železniční dopravce Vietnamu. Jsou plně vlastněny a kontrolovány vietnamským státem. Jsou podřízeny ministerstvu železnic. Jejich nejdůležitější tratí je železnice Hanoj-Ho Či Minovo Město.